# Józef Wierzchlejski
Józef Wierzchlejski herbu Berszten II – podstoli wieluński w latach 1780–1793, konsyliarz konfederacji targowickiej ziemi wieluńskiej.